# خومینتکی
خومینتکی (به لهستانی:  Chumiętki) یک منطقهٔ مسکونی در لهستان است که در گمینا کروبیا واقع شده‌است. خومینتکی ۲۶۷ نفر جمعیت دارد.